# 대한민국 형사소송법 제20조
대한민국 형사소송법 제20조는 기피신청기각과 처리에 대한 형사소송법의 조문이다.

## 조문
제20조(기피신청기각과 처리) ① 기피신청이 소송의 지연을 목적으로 함이 명백하거나 제19조의 규정에 위배된 때에는 신청을 받은 법원 또는 법관은 결정으로 이를 기각한다.

②기피당한 법관은 전항의 경우를 제한 외에는 지체없이 기피신청에 대한 의견서를 제출하여야 한다.

③전항의 경우에 기피당한 법관이 기피의 신청을 이유있다고 인정하는 때에는 그 결정이 있은 것으로 간주한다.

## 판례
- 형사소송절차에서 당사자 일방의 기피신청이 소송지연을 목적으로 하는 것이 분명한 경우에도 해당 법관을 배제시키고 새로운 재판부를 구성해 기피신청에 대한 재판을 하고, 재판이 확정될 때까지 소송절차의 진행을 정지시킨다면 그로 인해 소송절차가 지연될 것”이라며 “따라서 기피신청의 남용을 방지하기 어렵게 되므로 이 법률조항의 입법목적은 정당하고 채택한 방법도 적절하다[1]

## 일본판례
소송절차 내에서 심리의 방법이나 태도에 대한 불복을 이유로 하는 기피신청은 명백히 소송지연만을 목적으로 하는 경우이다

## 같이 보기
- 기피